# Ján Chryzostom Korec
Ján Chryzostom kardinál Korec (22. ledna 1924 Bošany – 24. říjen 2015 Nitra) byl diecézní biskup nitranské římskokatolické diecéze, autor knih nejen s náboženskou tematikou.

## Život
V roce 1939 vstoupil do Tovaryšstva Ježíšova (jezuité). Studoval na gymnáziu v Kláštore pod Znievom, později až do roku 1950 studoval filozofii a teologii v Ružomberku, v Trnavě a v Brně. Během noci z 13. na 14. dubna 1950 komunistický režim násilně zlikvidoval řehole. Po této noci se ocitl v záchytném táboře. Po propuštění z internace odešel do civilního života a pracoval jako dělník až do roku 1960. Na kněze byl vysvěcen tajně v Rožňavě 1. října 1950 biskupem ThDr. Róbertem Pobožným. Už o rok později, 24. srpna 1951, jej jako 27letého biskup Pavol Hnilica vysvětil v Bratislavě na biskupa (tajné svěcení mu bylo uděleno na základě rozhodnutí, které vydal papež Pius XII. pro komunistické státy).
Od biskupského vysvěcení používá rozšířené jméno Ján Chryzostom Korec. V následujícím období se věnoval studentům teologie a pomáhal jim ku kněžskému svěcení. Velkou pozornost věnoval i laickým pracovníkům v církvi. Veškerou tuto činnost však musel vykonávat tajně, protože neměl od komunistického režimu oficiální souhlas ke kněžské činnosti. V roce 1958 se o něj začala zajímat Státní bezpečnost. Zatkli jej a 11. března 1960 byl odsouzen za vlastizradu ke 12 rokům vězení. Prošel si věznicemi v Praze na Pankráci, Ruzyni, ve Valdicích, Leopoldově a v Ilavě. Z vězení byl propuštěný v roce 1968. Po propuštění z vězení až do dosažení důchodového věku v roce 1984 pracoval v různých dělnických profesích. Přitom ovšem neustával ve své kněžské službě, i když stále neměl státní souhlas. Během této doby se stal jedním z nejvýznamnějších osob v tajné církvi na Slovensku. Oficiální biskupské insignie dostal až v roce 1969, 18 let po vysvěcení biskupem, na audienci u papeže Pavla VI.
V roce 1990 se stal rektorem bratislavského semináře. 6. února 1990 jej papež Jan Pavel II. jmenoval sídelním biskupem Nitry. Krátce nato, 28. června 1991, jej papež jmenoval kardinálem a přidělil mu titulární kostel sv. Fabiána a Venancia v Římě. Od té doby byl členem kongregace pro Instituty zasvěceného života a Společenství apoštolského života, a i členem papežské komise pro kulturu. V roce 1999 v souladu s Kodexem církevního práva, podle kterého musí každý biskup po dovršení 75. roku svého života podat abdikaci do rukou papeže, požádal o uvolnění z úřadu nitranské diecéze. 9. června 2005 Svatý stolec oznámil, že papež Benedikt XVI. přijal jeho rezignaci a jmenoval novým nitranským biskupem Viliama Judáka, který byl slavnostně vysvěcen 16. června 2005.

## Ocenění
Za pevné postoje a nezlomnou víru mu byla udělena řada ocenění a čestných doktorátů. Jeho celoživotní práci ocenily např. Univerzita Notre Dame Indiana v USA (1986), Univerzita v Bridgeport v USA (1992), Katolická univerzita ve Washingtonu (1993), získal i čestný doktorát Univerzity Konstantina Filozofa v Nitře. V roce 1993 získal státní vyznamenání Francouzské republiky, v roce 1995 státní vyznamenání Řád Ľudovíta Štúra I. třídy a v roce 1999 státní vyznamenání Řád Andreje Hlinky I. třídy.

## Postoj ke Slovenskému státu
Korec v období komunistického režimu v říjnu 1987 jako biskup podepsal Vyhlášení k deportacím Židů na Slovensku, ve kterém on i další představitelé slovenského národa prosili židovský národ o odpuštění.
V roce 1990 se však zviditelnil poté, co odhalil prezidentovi fašistického Slovenského státu Jozefu Tisovi pamětní desku v Bánovcích nad Bebravou, což vyvolalo protesty a pobouřené reakce části slovenské a české veřejnosti, židovské organizace B'nai B'rith, zahraničních deníků, sekulárních  a lidskoprávních organizací.
Korec se tehdy údajně omlouval tím, že stál daleko a dobře neviděl, co posvěcuje.
18. dubna 1997 při příležitosti 50. výročí Tisovy popravy a později také v roce 2008 sloužil v Nitře zádušní mši za Tisa. Tisa vidí jako toho, kdo v době Slovenského státu bránil zlým věcem, které prosazovalo nejen nacistické Německo, ale i slovenští radikálové.
V srpnu 1997 se veřejně zastal exilového historika Milana Stanislava Ďurici v souvislosti
s jeho kontroverzní knihou Dejiny Slovenska a Slovákov.

## Tvorba
Jeho knižní tvorba představuje více než 80 titulů. Vyšly ve více vydáních a jsou součástí slovenské křesťanské literatury 20. století. Jeho spisovatelská činnost je obsažena i v početných samizdatech a různých časopisech.

## Dílo
výběr
- 1949 – O pôvode človeka
- 1971 – Nad vznikom a vývojom života
- 1971 – O kompetencii vied
- 1976 - Od barbarskej noci
- 1982 – Záchrana v Kristovi
- 1985 – Vo svetle blahozvesti
- 1986 – Úvahy o človeku
- 1987 – Kristov kňaz
- 1987 – O poslaní kňaza
- 1987 – Cirkev uprostred problémov
- 1987 – Cirkev v rozvoji